# Noiembrie 1988
Acest articol este generat integral pe baza informațiilor din articolul 1988 și este actualizat periodic de un robot.
 Editările făcute în articol vor fi șterse la următoarea actualizare! Dacă doriți să faceți modificări, editați articolul-sursă.

ianuarie -
februarie -
martie -
aprilie -
mai -
iunie -
iulie -
august -
septembrie -
octombrie -
noiembrie -
decembrie
Noiembrie 1988 a fost a unsprezecea lună a anului și a început într-o zi de marți.

## Evenimente
- 13 noiembrie: Ayrton Senna își câștigă primul titlu mondial în Formula 1.
- 16 noiembrie: Se adoptă Declarația de suveranitate a Republicii Estonia, prin care se recunoaște supremația legilor estoniene asupra celor unionale.
- 16 noiembrie: România a recunoscut Palestina
- 17 noiembrie: Președintele României, Nicolae Ceaușescu, se întâlnește în Berlinul de Est cu Erich Honecker. Ceaușescu este distins cu cel mai înalt ordin RDG-ist, ordinul „Karl Marx".

## Nașteri
- 2 noiembrie: Julia Görges, jucătoare germană de tenis
- 3 noiembrie: Angus McLaren, actor australian
- 5 noiembrie: Yannick Borel, scrimer francez
- 6 noiembrie: Emma Stone, actriță americană
- 6 noiembrie: Conchita Wurst, cântăreață austriacă
- 7 noiembrie: Yuki Muto, fotbalist japonez
- 11 noiembrie: Everton Luiz Guimarães Bilher, fotbalist brazilian
- 12 noiembrie: Dumitru Arhip, rugbist din R. Moldova
- 12 noiembrie: Șenol Coșkun, actor turc (d. 2006)
- 12 noiembrie: Șenol Coșkun, actor turc (d. 2006)
- 14 noiembrie: Jeremy Bokila, fotbalist congolez (atacant)
- 16 noiembrie: Anastasia Huppmann, pianistă
- 18 noiembrie: Elena Daniela Todor, fotbalistă română
- 19 noiembrie: Melinda Szikora, handbalistă maghiară
- 20 noiembrie: Marian Stoleru, fotbalist din R. Moldova
- 20 noiembrie: Dušan Tadić, fotbalist sârb
- 26 noiembrie: Shu Kurata, fotbalist japonez
- 28 noiembrie: Hiroki Fujiharu, fotbalist japonez
- 28 noiembrie: Ritchie De Laet (Ritchie Ria Alfons De Laet), fotbalist belgian
- 29 noiembrie: Dorinel Popa, fotbalist român
- 29 noiembrie: Marius Tigoianu, fotbalist român

## Decese
- 8 noiembrie: Tadeusz Kożusznik, actor polonez (n. 1914)
- 12 noiembrie: István Klimek, 75 ani, fotbalist român (atacant), (n. 1913)
- 13 noiembrie: Vlad Georgescu, 51 ani, istoric român (n. 1937)
- 14 noiembrie: Takeo Miki, 81 ani, politician japonez (n. 1907)
- 20 noiembrie: Felix Ziegel, matematician rus (n. 1920)
- 22 noiembrie: Luis Barragán (n. Luis Barragan Morfin), 86 ani, arhitect mexican (n. 1902)
- 27 noiembrie: John Carradine (n. Richmond Reed Carradine), 82 ani, actor american (n. 1906)
- 29 noiembrie: Donald Edward Keyhoe, 91 ani, scriitor american (n. 1897)